# Pristimantis quantus
Pristimantis quantus é uma espécie de anuro da família Craugastoridae. É encontrada nos departamentos de Valle del Cauca e Choco, na Cordilheira Ocidental, no oeste da Colômbia. É encontrada em altitudes entre 2.100 e 2.250 metros.
É restrita a área florestal e suas áreas de entorno, ocupando a mesma área que a Pristimantis myops. É uma espécie terrestre. Como todas as espécies do seu gênero, não possui fase larval aquática, tendo seus ovos depositados no chão da floresta.
Uma das maiores ameaças as sobrevivência da espécie, é a construção de uma rodovia, podendo destruir seu habitat. Atualmente a área de ocorrência da espécie não está dentro de nenhuma área de protecção ambiental, apesar da iniciativa de criar uma que inclua a Serrania de los Paraguas.